# Ínsua (rio Minho)

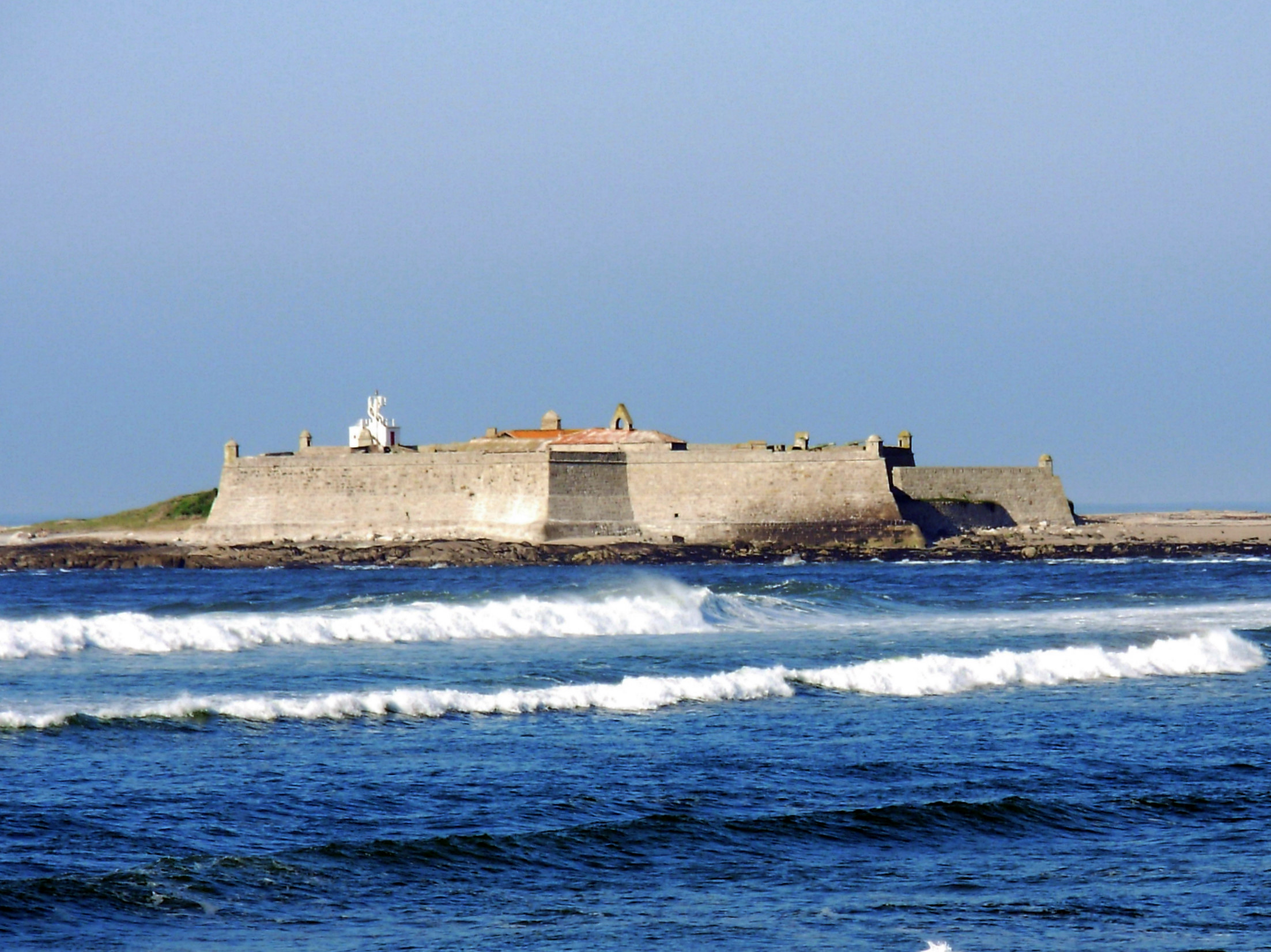
Forte da Ínsua

Ínsua é uma ilha portuguesa que se situa na foz do rio Minho, na fronteira norte entre Portugal e Espanha, na praia de Moledo concelho de Caminha, distrito de Viana do Castelo.
É uma ilhota granítica, com uma extensão de aproximada de 400 metros, no sentido norte-sul, localizando-se mais exactamente no lado sul da foz do rio Minho, a cerca de 3,2 quilómetros a WSW (oés-sudoeste) de Caminha e a 350 metros da costa, em frente à Ponta Ruiva, junto da Mata do Camarido. Periodicamente é possível fazer a pé a ligação entre a costa e a Ínsua.
A Ínsua esteve por diversas vezes ligada à costa, datando de 1575 a 1ª ligação documentada, repetindo-se em 1582, 1629, 1708, 1895 e 1947, e novamente em 2001.
Ocupando a sua grande parte, nela se encontra o Forte da Ínsua, classificado pelo IGESPAR, como Monumento Nacional (MN). No interior do Forte, que tinha várias nascentes, existe um poço de água doce.

Ínsua em 2001